# Paradoxe d'Ostrogorski
Le paradoxe d'Ostrogorski, dit aussi « paradoxe des trois référendums » est un paradoxe de la règle majoritaire. Son nom fait référence au politologue et sociologue russe Moïsseï Ostrogorski (1854–1921). Même si le paradoxe n'est pas explicite dans l'œuvre d'Ostrogorski, un message important de ce pionnier de la science politique moderne est que la cohérence idéologique d'un parti politique, et tout particulièrement d'un parti de la taille des partis politiques américains, ne peut être qu'apparente. Ceci est dû d'une part à la diversité des membres du parti, et d'autre part au fait que le parti doit prendre position sur l'ensemble des sujets. Il en est donc de même de la « volonté majoritaire » en général.

## Description
Supposons un pays avec deux partis politiques, notés D et G, et trois thèmes, notés 1, 2 et 3.
|                                                                     | 1 | 2 | 3 | vote |
| ------------------------------------------------------------------- | - | - | - | ---- |
| 20 %                                                                | G | G | D | G    |
| 20 %                                                                | G | D | G | G    |
| 20 %                                                                | D | G | G | G    |
| 40 %                                                                | D | D | D | D    |
| Voir : Jean-François Laslier, Le vote et la règle majoritaire, 2004 |   |   |   |      |

Le tableau se lit ainsi: première ligne, 20 % des électeurs soutiennent l'avis de G pour les thèmes 1 et 2 et l'avis de D pour le thème 3. Les 20 % votent donc pour le parti avec lequel ils sont d'accord sur le plus grand nombre de thèmes, c'est-à-dire G.
On constate qu'alors que G adopte la position minoritaire sur chacun des thèmes, il est majoritaire (60 %). C'est ce que l'on appelle paradoxe d'Ostrogorski.
Ce paradoxe montre que, même si tous les électeurs sont d'accord pour considérer que les trois sujets peuvent être traités indépendamment les uns des autres, la « règle majoritaire » ne peut pas les traiter séparément.
Condition nécessaire et suffisante pour ne pas avoir de paradoxe d'Ostrogorski: si on considère que les deux positions possibles pour chaque thème sont oui et non, alors, si l'on note pour chaque individu i O(i) les thèmes pour lesquels l'individu est favorable, et N(i) les projets pour lesquels l'individu i est défavorable, il faut et il suffit que pour tout couple d'individus i,j, soit O(j) est inclus dans O(i), soit O(j) est inclus dans N(i).
Probabilité du paradoxe d'Ostrogorski, en considérant qu'il y a une chance sur deux pour que l'électeur préfère une réponse d'un parti, et une chance sur deux pour que l'électeur préfère l'autre réponse de l'autre parti:
Si on note P(a,b), a et b impairs, a étant le nombre de thèmes, b le nombre d'électeurs, la probabilité qu'il y ait paradoxe d'Ostrogorski, il est clair que:
P(a,b)=P(b,a).
Quelques valeurs dans le cas de préférences indépendantes:
exactes
P(3,3)=72/512=9/64
P(3,5)=P(5,3)=5880/32768=735/4096
approximatives
P(5,5)=0.21-0.215